# 榎下義康
榎下 義康（えのした よしやす）、1948年7月24日 − ）は、日本の元裁判官。

## 経歴
- 1967年3月 福岡県立修猷館高等学校卒業[1]
- 西南学院大学法学部卒業
- 1975年4月11日 ～ 1978年3月31日 福岡地方裁判所判事補
- 1978年4月1日 ～ 1981年3月31日 山口地家裁下関支部判事補
- 1981年4月1日 ～ 1984年3月31日 大阪地方裁判所判事補
- 1984年4月1日 ～ 1985年4月10日 熊本地家裁天草支部判事補
- 1985年4月11日 ～ 1987年3月31日 熊本地家裁天草支部判事
- 1987年4月1日 ～ 1992年3月31日 福岡地方裁判所判事
- 1992年4月1日 ～ 1992年9月30日 福岡高等裁判所判事
- 1992年10月1日 ～ 1996年3月31日 福岡地家裁小倉支部判事
- 1996年4月1日 ～ 1998年3月31日 福岡地方裁判所小倉支部1民部総括
- 1998年4月1日 ～ 2002年3月31日 鹿児島地方裁判所1民部総括
- 2002年4月1日 ～ 2006年3月31日 佐賀地方裁判所民事部部総括
- 2006年4月1日 ～ 2009年1月25日 福岡地方裁判所4民部総括
- 2009年1月26日 ～ 2010年3月24日 長崎地方裁判所長
- 2010年3月25日 ～ 2013年7月23日 福岡家庭裁判所長
- 2013年7月24日 定年退官
- 2018年秋の叙勲で瑞宝中綬章を受章